# Feketetorkú cinege
A feketetorkú cinege (Poecile hypermelaenus) a verébalakúak (Passeriformes) rendjébe, ezen belül a cinegefélék (Paridae) családjába tartozó kis termetű, 12 centiméter hosszú madárfaj.

## Előfordulása
Kína és Mianmar területén él. Egyes szerzők a barátcinege alfajának tekintik (Palus palustris hypermelaenus).